# Paulin Paris

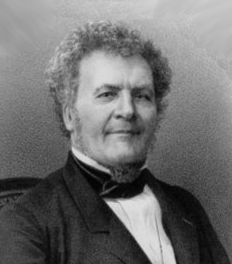
Paulin Paris

Paulin Paris (* 25. März 1800 in Avenay-Val-d’Or; † 1. Februar 1881 in Paris) war ein französischer Romanist, Mediävist und Historiker.

## Leben und Werk
Paris war der Sohn eines Notars. Er lernte Englisch und Italienisch und tat sich durch eine Byronübersetzung  hervor. 1828 begann er eine Laufbahn an der Bibliothèque nationale de France und publizierte in rascher Folge reich kommentierte Texte des französischen Mittelalters, die ihm wissenschaftliches Renommee einbrachten. 1837 folgte er François-Juste-Marie Raynouard in der Académie des Inscriptions et Belles-Lettres nach, 1838 wurde er Mitglied der Kommission für die Herausgabe der Histoire littéraire de la France von Antoine Rivet de La Grange, für die er mehr als 1800 Seiten verfasste, vor allem über die Chansons de geste in Band 22 (1852). 1856 wurde er assoziiertes Mitglied der Königlichen Akademie von Belgien. Von 1853 bis 1872 hatte er am Collège de France den neu geschaffenen Lehrstuhl für französische Sprache und Literatur des Mittelalters inne.
Paulin Paris war der Bruder des Historikers Louis Paris (1802–1887) und der Vater von Gaston Paris.

## Werke
- Apologie de l’école romantique. Paris 1824
- Don Juan, poème héroï-comique en seize chants, traduit et précédé de la vie de Lord Byron avec notes et commentaires. Paris 1827
- Correspondance du roi Charles IX et du sieur de Mandelot, gouverneur de Lyon, pendant l'année 1572, époque du massacre de la Saint-Barthélemy. Paris 1830
- Lettre à M. [Louis] de Monmerqué sur les romans des douze pairs de France. Paris 1831
- Li Romans de Berte aus grans piés, publié pour la 1re fois. Paris 1832
- Li Romans de Garin le Loherain, publié pour la première fois et précédé de l'examen du système de M. [Claude] Fauriel sur les romans carlovingiens. Paris 1833–1835
- Le romancero françois. Histoire de quelques anciens trouvères et choix de leurs chansons. Paris 1833
- Les Grandes Chroniques de France. 5 volumes, Paris 1836–1838
- Les Manuscrits  françois de la Bibliothèque du roi. 7 volumes, Paris 1836–1848
- De la conqueste de Constantinople, édition faite sur des manuscrits nouvellement reconnus. Paris 1838
- La chanson d’Antioche. Paris 1848, französisch: 1862
- Cours de langue et littérature françaises au Moyen Age : année 1852, premier semestre. Les origines de la langue française. Paris 1853
- (zusammen mit Louis Monmerqué): Les Historiettes de Tallemant des Réaux, 9 Bde., Paris 1854–1860
- Collège de France. Cours de littérature du moyen âge, leçon du 7 mai 1855: De la mise en scène des mystères et du mystère de la Passion. Paris 1955
- Les Chansons de geste, poèmes du XIIe et du XIIIe siècle. Discours d'ouverture du cours de langue et de littérature du Moyen Âge, prononcé le 6 décembre 1858. Paris 1859
- Les Aventures de maître Renart et d'Ysengrin son compère, mises en nouveau langage, racontées dans un nouvel ordre et suivies de nouvelles recherches sur le roman de Renart. Paris 1861
- Recueil complet des poésies de Saint-Pavin. Paris 1861
- Les Romans de la Table ronde, mis en nouveau langage et accompagnés de recherches sur l'origine et le caractère de ces grandes compositions. 5 Bände, Paris 1868–1877
- Le Livre du voir-dit de Guillaume de Machaut. Paris 1875
- Histoire générale des croisades par les auteurs contemporains, Guillaume de Tyr et ses continuateurs. 2 Bände, Paris 1879–1880
- Etudes sur François premier, roi de France, sur sa vie privée et son règne, publiées d'après le manuscrit de l'auteur et accompagnées d'une préface par Gaston Paris. 2 Bände, Paris 1885
- Lancelot du Lac, roman de la Table ronde mis en nouveau langage. Paris 1958

Paulin Paris schrieb ferner über Texte von Marco Polo, Joinville, Richard de Fournival, über den Songe du Vergier, über Ogier le Danois, über die Inszenierung der Mysterien, über Karls des Großen Reise nach Jerusalem, das Leben von Froissart, die Chronik von Nennius, die Bretonengeschichte von Geoffrey von Monmouth, den Roman der sieben Weisen, die Romans de la Table Ronde u. a.